# Inês Botelho
Inês de Albuquerque Rocha Botelho (3 de Agosto de 1986, em Vila Nova de Gaia) é uma escritora portuguesa.

## Biografia
Nasceu em Vila Nova de Gaia em 1986. Em 2008 licenciou-se em Biologia e em 2013 concluiu o Mestrado em Estudos Anglo-Americanos, ambos na Universidade do Porto. Tem o oitavo grau de piano.
Em 2002 escreveu o seu primeiro livro A Filha dos Mundos. A partir daí surgiram: A Senhora da Noite e das Brumas e A Rainha das Terras da Luz.
Em 2007 é apresentado o livro Prelúdio e em 2010 O passado que seremos. O passado que seremos está na lista de recomendações do Plano Nacional de Leitura como sugestão de leitura para o ensino secundário.
É uma das colaboradoras frequentes da Revista Bang!.

## Obras
Fantasia:
- A Filha dos Mundos, 2003 - Editora Gailivro | 2012 - edição de bolso - Editora 11x17
- A Senhora da Noite e das Brumas, 2004 - Editora Gailivro | 2012 - edição de bolso - Editora 11x17
- A Rainha das Terras da Luz, 2005 - Editora Gailivro | 2013 - edição de bolso - Editora 11x17

Romance:
- Prelúdio, 2007 - Editora Gailivro
- O passado que seremos, 2010 - Porto Editora

Contos:
- "A encomenda" - 2008 - Revista Bang! nº 4 (pág. 77-80) [2]
- "Na noite branca o vermelho" - 2010 - Revista Correntes D'Escritas de Fevereiro de 2010 (pág. 15-16)
- "Felicidade" - 2010 - Revista Bang! nº 8 (pág. 44-47) [3]
- "Uma cidade para Calvino" - 2013 - Revista Bang! nº 15 (pág. 49) [4]

Dissertação de Mestrado:
- "Do Belo Monstruoso: representações de “A Bela e o Monstro” nos contos de Angela Carter “The Tiger’s Bride” e “The Company of Wolves”" - 2013

## Curiosidades
- Em 1994, integrou o elenco da ópera Hänsel und Gretel. Dois anos depois ingressou na Academia de Música de Vilar do Paraíso.
- Em 1995 entrou para o Grupo Juvenil de Teatro do Sporting Clube Candalense e lá ficou até 1997.
- Em Maio de 2002, participou no 50º Festival Europeu de Música de Neerpelt, na Bélgica fazendo parte de um coro juvenil obtendo um primeiro prémio Cum Lauda.
- Incentivada por professores, começou a escrever críticas cinematográficas semanais para o jornal da escola.
- Participou no concurso de literatura juvenil Triângulo Jota, organizado pelas Edições ASA em 2002, tendo ficado em  9º lugar na categoria Ensino Secundário.
- Foi também uma das vencedoras do concurso Colecção DVD’s DN, organizado pelo jornal Diário de Notícias, pelo seu trabalho de crítica sobre um filme.